# ナンバンギセル

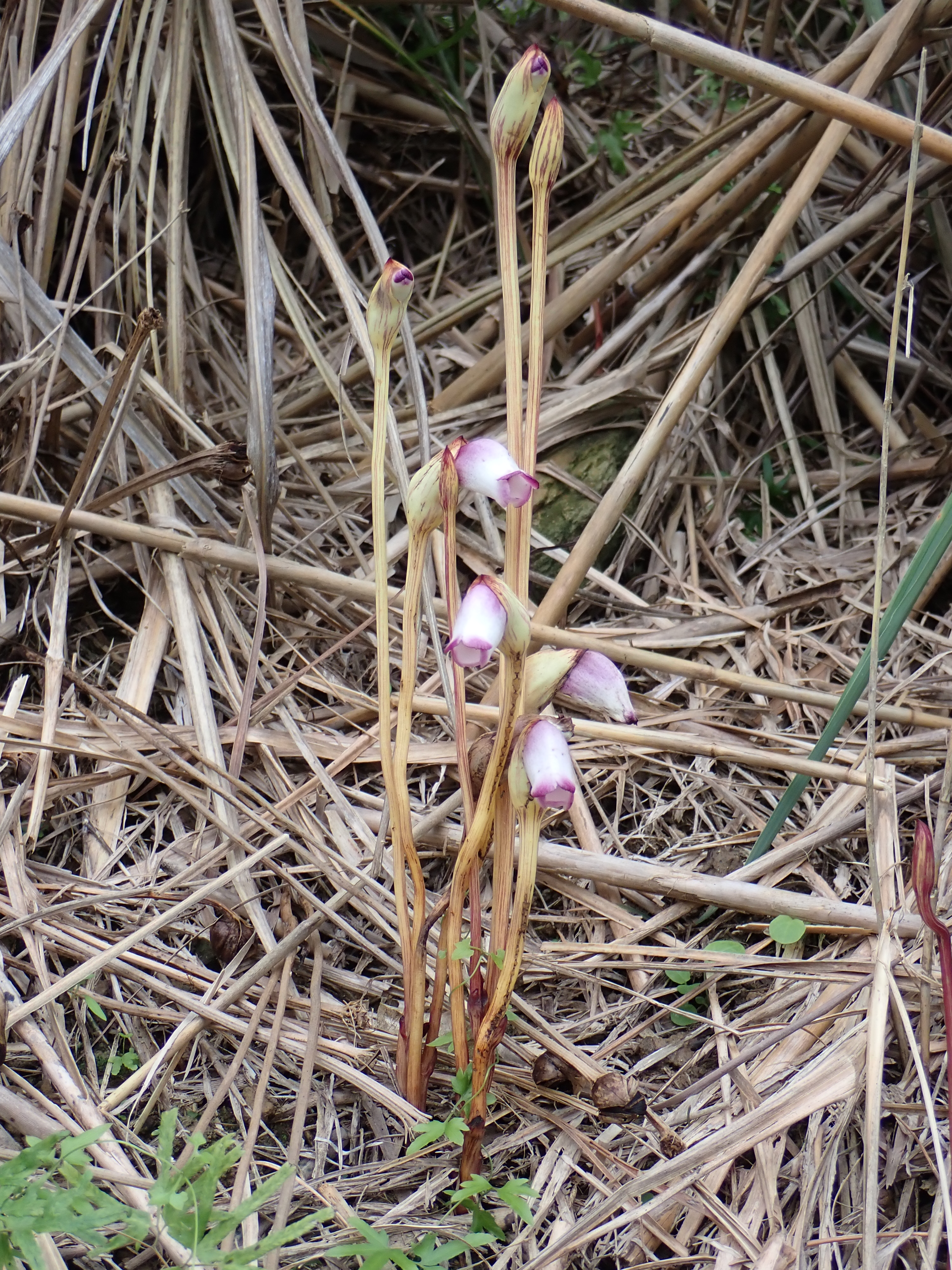
ナンバンギセルの花（2024年11月 沖縄県石垣市）

ナンバンギセル（南蛮煙管、野菰、Aeginetia indica）はハマウツボ科ナンバンギセル属の寄生植物。
花言葉「物思い」

## 分布、生育環境
日本を含むアジア東部、アジア南部の温帯から熱帯にかけて生育する

## 形態、生態
イネ科の単子葉植物（イネ、ススキ、サトウキビなど）の根に寄生する。葉緑素が無く、寄主の根から吸収した栄養分に依存して生育するため、寄主の生長は阻害され、死に至ることもある。
全長は15-50cm。葉は披卵形、長さ5-10mm、幅3-4mm。

花期は7-8月、赤紫色の花を1個つける。花冠は筒型で、唇形になる。花冠裂片の縁は全縁。雄蕊は黄色の毛が密生している。

蒴果は球状で、種子の大きさは0.04mm。
染色体数は2n=30。
同属のオオナンバンギセルに似るが、本種の方が小型である。また、本種の萼の先端は尖るが、オオナンバンギセルの先端は鈍くなるという点も異なる。

## 変種
- ヒメナンバンギセル Aeginetia indica L. var. sekimotoana (Makino) Makino

## 利害
ススキなどの雑草の成長を阻害するため、ナンバンギセルによる生物的除草効果の可能性が示されている。一方、陸稲にナンバンギセルが寄生することで、イネの収量が減少するという被害が報告されている。